# San Francisco Tlahuelompa
San Francisco Tlahuelompa es una localidad de México localizada en el municipio de Zacualtipán de Ángeles en el estado de Hidalgo.

## Toponimia
Del náhuatl; tlaahuelili, tierra regada, ompa, abajo.

## Geografía
Se encuentra en la región geográfica de la Sierra Alta, le corresponden las coordenadas geográficas 20° 39’ 03.156” de latitud norte y 98° 34’ 29.952” de longitud oeste, con una altitud de 1663 m s. n. m. En cuanto a fisiografía se encuentra en la provincia de la Sierra Madre Oriental, dentro de la subprovincia del Carso Huasteco; su terreno es de meseta y sierra. En lo que respecta a la hidrografía se encuentra posicionado en la región del Pánuco, dentro de la cuenca del río Moctezuma, y dentro de las subcuenca del río Calabozo. Cuenta con un clima templado húmedo con abundantes lluvias en verano.

## Demografía
En 2020 registró una población de 971 personas, lo que corresponde al 2.54 % de la población municipal. De los cuales 457 son hombres y 514 son mujeres.
| Gráfica de evolución demográfica de San Francisco Tlahuelompa entre 1900 y 2020              |
|                                                                                              |
| Población de los censos y conteos del Instituto Nacional de Estadística y Geografía (INEGI). |